# Рудник, Николай Семёнович
Николай Семёнович Ру́дник (27 июля 1946, Омск, РСФСР, СССР — 1 июня 2017) — советский, украинский и российский деятель культуры и искусства. Директор Ялтинского театра им. А. П. Чехова с июля 2007 года. Почётный гражданин Ялты (2015). Заслуженный деятель искусств Украины (2006), Лауреат Государственной премии Крыма (1997). Председатель Крымского регионального отделения Союза театральных деятелей РФ, член коллегии Министерства культуры Республики Крым.

## Биография
Николай Семёнович Рудник родился в Омске в артистической семье. Отец — Семён Моисеевич Рудник, дирижёр Омского театра оперетты; мать — Любовь Васильевна Рудник, солистка-вокалистка Омской филармонии.
В 1958 году вместе с родителями переехал в Волгоград. В 1962 году поступает в Волгоградское музыкальное училище, специальность: пианист-концертмейстер, преподаватель теории музыки и фортепиано. Одновременно работает преподавателем класса фортепиано в Волгоградской музыкальной школе. С 1963 по 1965 год — пианист-концертмейстер Волгоградской филармонии.
С 1965 по 1968 год — срочная служба в Советской Армии.
С 1969 по 1974 год — музыкальный руководитель вокально-инструментального ансамбля «Верные друзья» Волгоградской областной филармонии.
В 1979 году окончил Киевский государственный институт театрального искусства имени И. Карпенко-Карого. Специальность: Театровед. Организатор театральной деятельности.
С 1974 по 1989 год жил в Евпатории, работал в Крымской государственной филармонии, в которой создал вокально-инструментальный ансамбль «Крымские зори» и бессменно являлся его художественным руководителем. В течение 15 лет ансамбль побывал на гастролях в Венгрии, ГДР, Чехословакии, ФРГ, участвовал в многочисленных международных фестивалях и конкурсах, на которых неоднократно удостаивался звания лауреата.
В 1989 году был назначен на должность директора Евпаторийского театра имени А. С. Пушкина. В 1994 году был избран депутатом Евпаторийского городского Совета и возглавлял комиссию по вопросам культуры, образования и спорта.
В 1999 году, по рекомендации Министерства культуры АРК Ялтинскому городскому совету, Николай Рудник утверждён директором Ялтинского театрально-концертного зала «Юбилейный». С 1999 по 2007 год Н. Рудник был режиссёром-постановщиком гала-концертов «День Города», которые ежегодно проводятся в Ялте.
По инициативе Н. Рудника в Ялте были проведены концертные программы международных фестивалей как: «Ялта — берег дружбы», «Сказочная Ялта», «Рождественские встречи в Ялте», «Золотая осень Ялты», «Дни Пушкина в Крыму»; международный фестиваль оперного и балетного искусства «Ялтинские сезоны»; культурные программы традиционных международных туристических ярмарок; гала-концерты конкурсов «Общественное признание Ялты». В 2001 году Н. Рудник стал победителем в этом конкурсе в номинации «Руководитель года».
В этот же период Николай Рудник преподавал режиссуру массовых праздников и сценарное мастерство в Крымском университете культуры, искусств и туризма.
В июле 2007 года назначен на должность директора Ялтинского театра имени А. П. Чехова с начала проведения строительных работ по его реконструкции.
Круглогодично театр принимает в своих стенах российские и зарубежные творческие коллективы, представляя своим горожанам разноформатные, мультижанровые художественные проекты: театральные постановки, концерты классической и современной музыки, мюзиклы, литературно-художественные вечера, вернисажи и многие другие. Каждый год на сцене и в колонном зале театра проходят театрализованные новогодние представления для юных ялтинцев.
В 2008 году по инициативе Н. Рудника создан ежегодный Международный фестиваль театрального искусства «Театр. Чехов. Ялта.» — творческая олимпиада профессиональных театров, включающая в себя конкурсный показ лучших художественных достижений в области международного театрального искусства. За время существования международных театральных игр в конкурсной программе фестиваля приняли участие более 100 театральных коллективов из 34 стран мира.
В 2013 году родился новый творческий проект — фестиваль молодого театрального творчества «Театр. Дебют. Ялта».
С декабря 2010 по 2014 годы Н. Рудник выполнял обязанности внештатного советника Ялтинского городского главы. Поддержал аннексию Крыма Россией в 2014 году и принял российское гражданство. С февраля 2015 года — член коллегии Министерства культуры Республики Крым. 
В марте 2015 года избран Председателем правления крымского регионального отделения Союза театральных деятелей РФ.
В августе 2015 года удостоен звания Почётного гражданина города Ялта.
В последние месяцы жизни испытывал серьёзные проблемы со здоровьем. Умер 1 июня 2017 года.

## Семья
- Жена - Зоя Ивановна Рудник (род.1948), певица, народная артистка Украины (1999)[1].

## Награды и звания
- Лауреат государственной премии Республики Крым (1997)
- Почетная грамота Совета Министров Автономной Республики Крым (2003)
- Почетная грамота Верховного Совета Автономной Республики Крым (2004)
- Заслуженный деятель искусств Украины (2006)
- Почетный гражданин города Ялта (2015)
- Почетная грамота Совета Министров Республики Крым «За многолетний добросовестный труд, высокий профессионализм и в связи с 70-летием со дня рождения» (27 июля 2016)
- Орден «За верность долгу» (Республика Крым, 12 августа 2016 года) — за значительный личный вклад в развитие культуры Республики Крым, высокое профессиональное мастерство и в связи с Днем города Ялты[20]